# 大阪市立大和川中学校
大阪市立大和川中学校（おおさかしりつ やまとがわちゅうがっこう）は、大阪府大阪市住吉区にある公立中学校。
少人数授業を積極的に取り入れている。体育の授業では「3学年合同・男女共修」という独特の形態での授業をおこなっている。校区南端を大和川が流れていることもあり、定期的に大和川の清掃活動をおこなっている。
生徒数の増加のため、1973年に大阪市立三稜中学校から分離開校した。

## 沿革
- 1972年9月25日 - 大阪市立三稜中学校の分校として発足
- 1973年1月28日 - 大阪市立大和川中学校と校名決定
- 1973年4月1日 - 大阪市立大和川中学校として開校
- 1973年10月8日 - 校旗制定
- 1973年10月18日 - 講堂兼体育館・プール完工
- 1990年10月31日 - コンピュータ教室設置

## 通学区域
- 大阪市立遠里小野小学校、大阪市立山之内小学校の通学区域。

大阪市住吉区 遠里小野（おりおの）、山之内

## 交通
- 南海高野線 我孫子前駅 南へ約300m。
- 西日本旅客鉄道（JR西日本）阪和線 杉本町駅 北東へ約1km。

## 出身者
- 中村フー - お笑い芸人
- 町田康 - 小説家、ミュージシャン
- 松田瑞生 - 陸上選手